# فرودگاه لوسینج
فرودگاه لوسینج (به انگلیسی: Lošinj Airport) (به زبان بومی: Sport Airport Lošinj) یک فرودگاه همگانی با کد یاتا LSZ است که یک باند فرود آسفالت دارد و طول باند آن ۹۰۰ متر است. این فرودگاه در کشور کرواسی قرار دارد و در ارتفاع ۴۷ متری از سطح دریا واقع شده است.

## شرکت‌های هواپیمایی و مقصدهای پروازی
Effective ۱۵ مارس ۲۰۱۷, there are no regular commercial flights to or from Losinj airport.